# Гераклит Грамматик
Гераклит Грамматик (греч. Ἡράκλειτος, или Гераклит-аллегорист, Heraclitus Homericus; Ι в. н. э.) — древнегреческий ритор, грамматик, философ, из сочинений которого сохранились «Гомеровские вопросы» (Quaestiones Homericae).
Время жизни установлено приблизительно, по стилистике и отразившемуся в трактате мировоззрению.

## «Гомеровские вопросы»

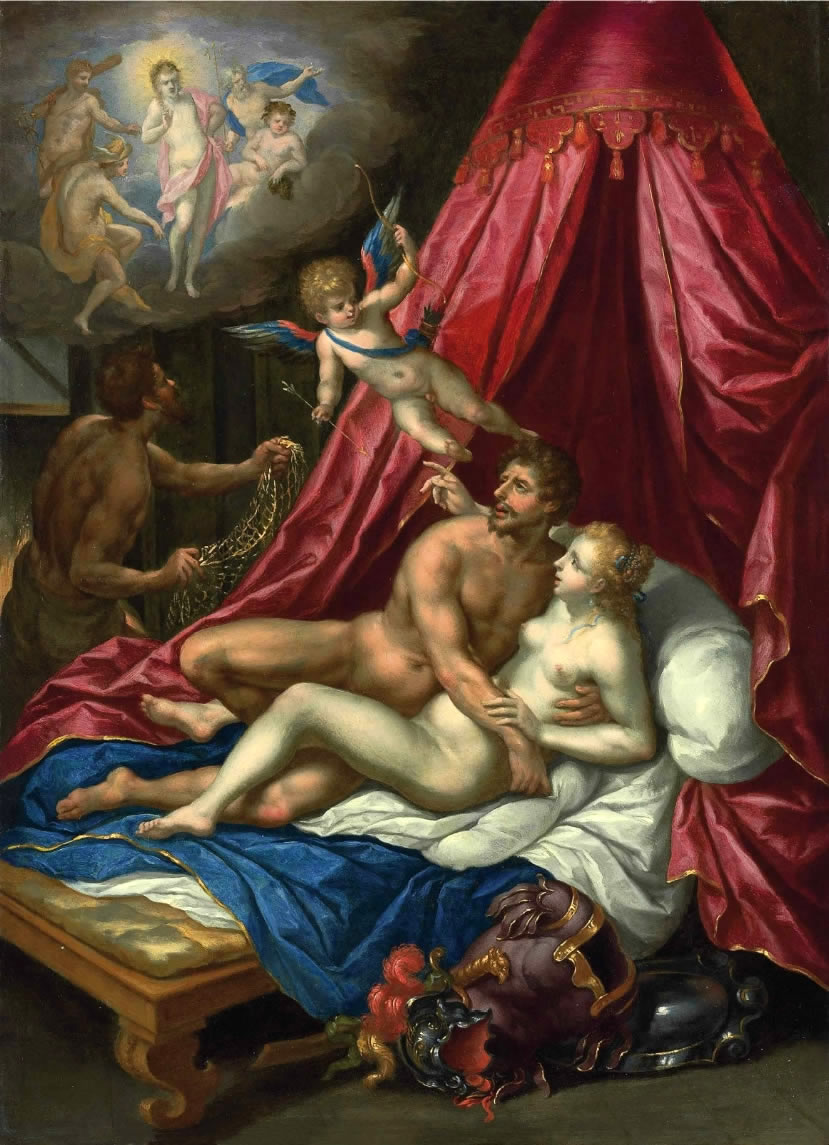
Хендрик де Клерк. Марс и Венера, застигнутые Вулканом, Купидоном и Аполлоном. 1615

Трактат посвящён аллегорическому толкованию изображения богов у Гомера, опровергающему обвинения его в нечестии; Гераклит доказывает, что Гомер не только совершенен, как поэт, но и является прародителем многих философских и научных доктрин. Например, по Гераклиту:
- Арес и Афродита, пойманные Гефестом, означают соединённые промыслом в мире Любовь и Вражду, принципы философии Эмпедокла;
- подвешивание Геры Зевсом между небом и землёй — это первичная диссоциация четырёх элементов.

Автор резко критикует Платона и Эпикура, симпатизируя стоицизму. Трактат является базовым источником по греческой традиции аллегорезы.

## Некоторые издания
- Heracliti Allegoriae Homericae / Ed. E. Mehler. Leiden, 1851.
- Heracliti Quaestiones Homericae / Ed. F. Oehlmann. Leipzig, 1910.
- Héraclite: Allégories d’Homère / Ed. F. Buffière. Paris, 1962.
- Heraclitus: Homeric Problems / Ed. D.A. Russell, D. Konstan. Atlanta, 2005.
- Eraclito: Questioni omeriche / Ed. F. Pontani. Pisa, 2005.

Перевод:
- Гераклит. Гомеровские вопросы / Пер. Е. А. Марантиди // Utrique Camenae. Исследования. Переводы (= Orientalia et classica. LXX). — М., 2018. — С. 127—207. 2.